# Shoscombe Old Place
"L'aventura de Shoscombe Old Place" és el darrer dels 56 contes de Sherlock Holmes de Sir Arthur Conan Doyle. La història forma part de la col·lecció de contes L'arxiu de Sherlock Holmes. Va ser publicat per primera vegada als Estats Units a Liberty el març de 1927. Va ser publicat al Regne Unit a The Strand Magazine l'abril de 1927. El títol original "The Adventure of the Black Spaniel" ("L'aventura del spaniel negre") es va canviar abans de la publicació.

## Trama

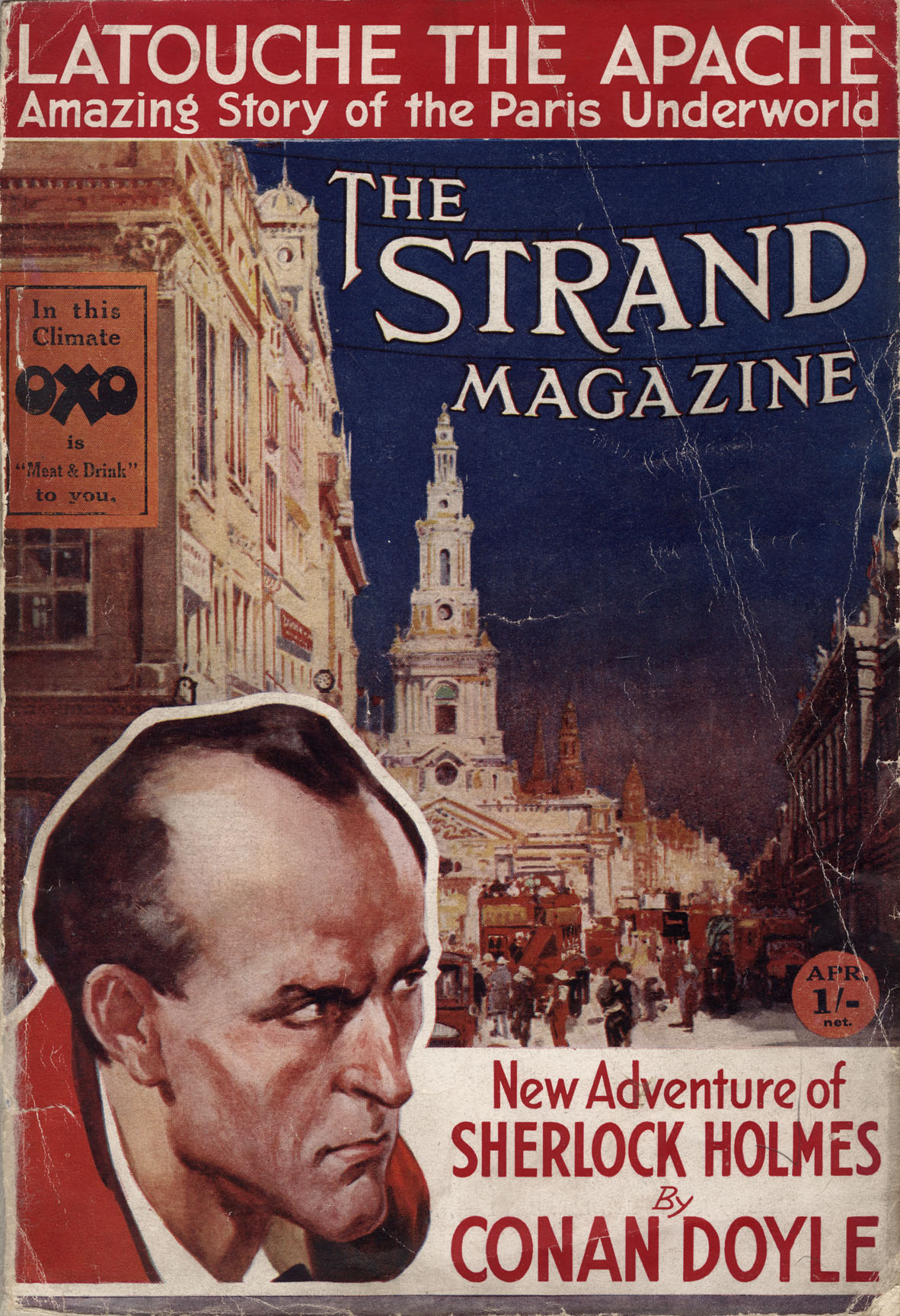
Portada de The Strand Magazine amb la publicació de l'última història de Sherlock Holmes escrita per Arthur Conan Doyle : "The Adventure of Shoscombe Old Place".

L'entrenador principal John Mason de Shoscombe Old Place, un estable de carreres a Berkshire, va a veure en Sherlock Holmes sobre el seu amo, Sir Robert Norberton. Mason creu que s'ha tornat boig. La germana de Sir Robert, Lady Beatrice Falder, és propietària de Shoscombe, però tornarà al germà del seu difunt marit quan mori. L'estable té un cavall, Shoscombe Prince, que Sir Robert espera que guanyi el Derby. Ell quedaria net de deutes si això realment passés.
Mason no està del tot segur de què vol que Holmes investigui, però s'han produït una sèrie de canvis estranys a l'estable:
- Per què Lady Beatrice ha abandonat de sobte el seu costum habitual d'aturar-se a saludar el seu cavall preferit? Per què passa amb el seu carruatge?
- Per què Sir Robert s'ha tornat tan boig darrerament?
- Per què ha regalat el gos de la seva germana a un hostaler del barri?
- Per què va a l'antiga cripta de nit, i qui és aquell home amb qui es troba?
- Per què s'han trobat ossos humans cremats al forn de Shoscombe?

Holmes decideix investigar al lloc. Ell i el doctor Watson van a Berkshire fent-se passar per pescadors i aprenen coses interessants. El propietari de l'hostal on s'allotgen és el que ara té el gos de lady Beatrice, i és una raça bastant cara, que un hostaler normalment no es podria permetre.
Amb el permís de l'hostaler, Holmes treu el gos a passejar i se'n va a Shoscombe, on el deixa anar quan el carruatge de lady Beatrice surt per la porta. El gos s'avança amb entusiasme al principi, però després fuig espantat. Aleshores, tot i que suposadament una minyona i lady Beatrice són les úniques dues persones al carruatge, és una veu masculina que crida "Condueix!"
Després hi ha la cripta. John Mason observa que un munt d'ossos allà abans ha desaparegut. Holmes troba un taüt amb un cos fresc i envoltat. Just aleshores, arriba Sir Robert, atrapant Holmes i Watson en ple acte. Després que Holmes deixi clar que ha deduït la majoria dels estranys esdeveniments, Sir Robert el convida a ell i Watson a tornar a casa i ho explica tot.
Aproximadament una setmana abans, Lady Beatrice va morir d'edema, i Sir Robert es va sentir obligat a mantenir el fet en secret perquè els creditors no es llancessin sobre Shoscombe abans que tingués l'oportunitat de guanyar el Derbi i pagar tots els seus deutes. Ell i el marit de la minyona van amagar el cos a la cripta, però també van trobar que havien de desfer-se d'un cos més antic, i el van llençar al forn. Aquest mateix home també es va vestir amb la roba de lady Beatrice i ocupava el seu lloc al carruatge cada dia. El gos sabia què havia passat i podria haver regalat el joc si el seu soroll hagués despertat sospita.
Holmes remet l'assumpte a la policia, però la història acaba feliç. Shoscombe Prince guanya el Derbi, Sir Robert s'escapa de qualsevol sanció judicial important pel que va fer al cos de la seva germana, i paga tots els seus deutes amb un gran sobrant.

## Historial de publicacions
"The Adventure of Shoscombe Old Place" es va publicar als Estats Units a Liberty el març de 1927 i al Regne Unit a The Strand Magazine l'abril de 1927. La història es va publicar amb set il·lustracions de Frederic Dorr Steele a Liberty, i amb cinc il·lustracions de Frank Wiles a  The Strand. Va ser inclòs a la col·lecció de contes L'arxiu de Sherlock Holmes, que es va publicar al Regne Unit i als Estats Units el juny de 1927.

## Adaptacions

### Drames de ràdio i àudio
La història va ser dramatitzada per Edith Meiser el 1931 com a part de la sèrie de ràdio nord-americana The Adventures of Sherlock Holmes. Es va emetre el 30 de març de 1931 amb Richard Gordon com Sherlock Holmes i Leigh Lovell com el Dr. Watson.
Altres dramatitzacions de la història, també adaptades per Meiser, es van emetre a la sèrie de ràdio nord-americana The New Adventures of Sherlock Holmes el 9 de març de 1941 (amb Basil Rathbone com a Holmes i Nigel Bruce com a Watson) i el 15 de febrer de 1948 (amb John Stanley). com Holmes i Alfred Shirley com Watson).
Una adaptació radiofònica de la història es va emetre l'any 1959 al BBC Light Program, com a part de la sèrie de ràdio 1952–1969 protagonitzada per Carleton Hobbs com Sherlock Holmes i Norman Shelley com el Dr. Watson. Va ser adaptat per Michael Hardwick, i va comptar amb Frederick Treves com John Mason i Ronald Baddiley com Josiah Barnes.
Un drama d'àudio basat en la història es va publicar en una cara d'un disc LP de 1971 en una sèrie d'enregistraments protagonitzats per Robert Hardy com Holmes i Nigel Stock com Watson. Va ser dramatitzat i produït per Michael Hardwick (que va adaptar la versió radiofònica de la BBC de 1959 de la mateixa història) i Mollie Hardwick.
"Shoscombe Old Place" va ser dramatitzat per a la BBC Radio 4 el 1994 per Michael Bakewell com a part de la sèrie de ràdio 1989–1998 protagonitzada per Clive Merrison com Holmes i Michael Williams com Watson. Va comptar amb Nicholas Le Prevost com a John Mason, Donald Pickering com a Sir Robert i Desmond Llewelyn com a Palfreyman.
El 2006, la història va ser adaptada per a la ràdio per MJ Elliott com a episodi de The Classic Adventures of Sherlock Holmes, una sèrie del programa de ràdio nord-americà Imagination Theatre, amb John Patrick Lowrie com a Holmes i Lawrence Albert com a Watson.

### Televisió
La història va ser adaptada per a la sèrie de la BBC de 1968 amb Peter Cushing. Ara l'episodi està perdut.
La història també es va dramatitzar l'any 1990 a Sherlock Holmes de Granada TV, protagonitzada per Jeremy Brett. Jude Law, que més tard va interpretar el doctor Watson a la pel·lícula Sherlock Holmes del 2009, interpreta Joe Barnes, el jove que es fa passar per Lady Beatrice.

## Enllaços extens
- Plantilla:Commons category-inline